# ماتي جيليتش
ماتي جيليتش هو لاعب كرة قدم كرواتي في مركز الهجوم، ولد في 5 نوفمبر 1990 في Našice ‏ في كرواتيا. لعب مع دينامو زغرب ورابيد فيينا ونادي جيلينا ونادي لوكوموتيفا.

## وصلات خارجية
- ماتي جيليتش على موقع قاعدة بيانات كرة القدم.إي يو (الإنجليزية)
- ماتي جيليتش على موقع Soccerbase.com (لاعب) (الإنجليزية)
- ماتي جيليتش على موقع Soccerway.com (الإنجليزية)
- ماتي جيليتش على موقع عالم كرة القدم.نت (الإنجليزية)
- ماتي جيليتش على موقع AS.com (الإسبانية)